# أماني البلوشي
أماني البلوشي (18 نوفمبر 1984  -)، مذيعة كويتية.

## حياتها الفنية
بدأت تقديم البرامج في قناة الراي وذلك بتقديم برنامج «رايكم شباب» عام 2004، عام 2007 اتجهت إلى تقديم البرامج الموسيقية على ذات القناة مثل «music club» و«duet 2». في سبتمبر 2011 أتجهت إلى قناة الوطن وقدمت عدة برامج تلفزيونية، حتى إغلاق القناة في عام 2015، انتقلت للعمل في تلفزيون الكويت.

## من البرامج الذي قدمتها
- رايكم شباب.
- music club.
- duet 2.
- سبوت لايت.
- جد ولعب - الموسم السابع.